# C/2022 E3 (ZTF)
C/2022 E3 (ZTF) – kometa długookresowa, odkryta 2 marca 2022 w przeglądzie nieba Zwicky Transient Facility. Jej okres obiegu to około 50 tys. lat. 
Początkowo była uważana za planetoidę, ale kolejne obserwacje ujawniły skondensowaną komę, co poświadczyło kometarny charakter obiektu. C/2022 E3 (ZTF) przeszła przez peryhelium 12 stycznia 2023 w odległości 1,11 au od Słońca a 1 lutego 2023 osiągnęła punkt najbliższy Ziemi, znajdując się od niej w odległości 0,29 au (44 mln km). Jej blask osiągnął 5 magnitudo, przez co była widoczna na niebie przez lornetkę, a w dobrych warunkach gołym okiem.

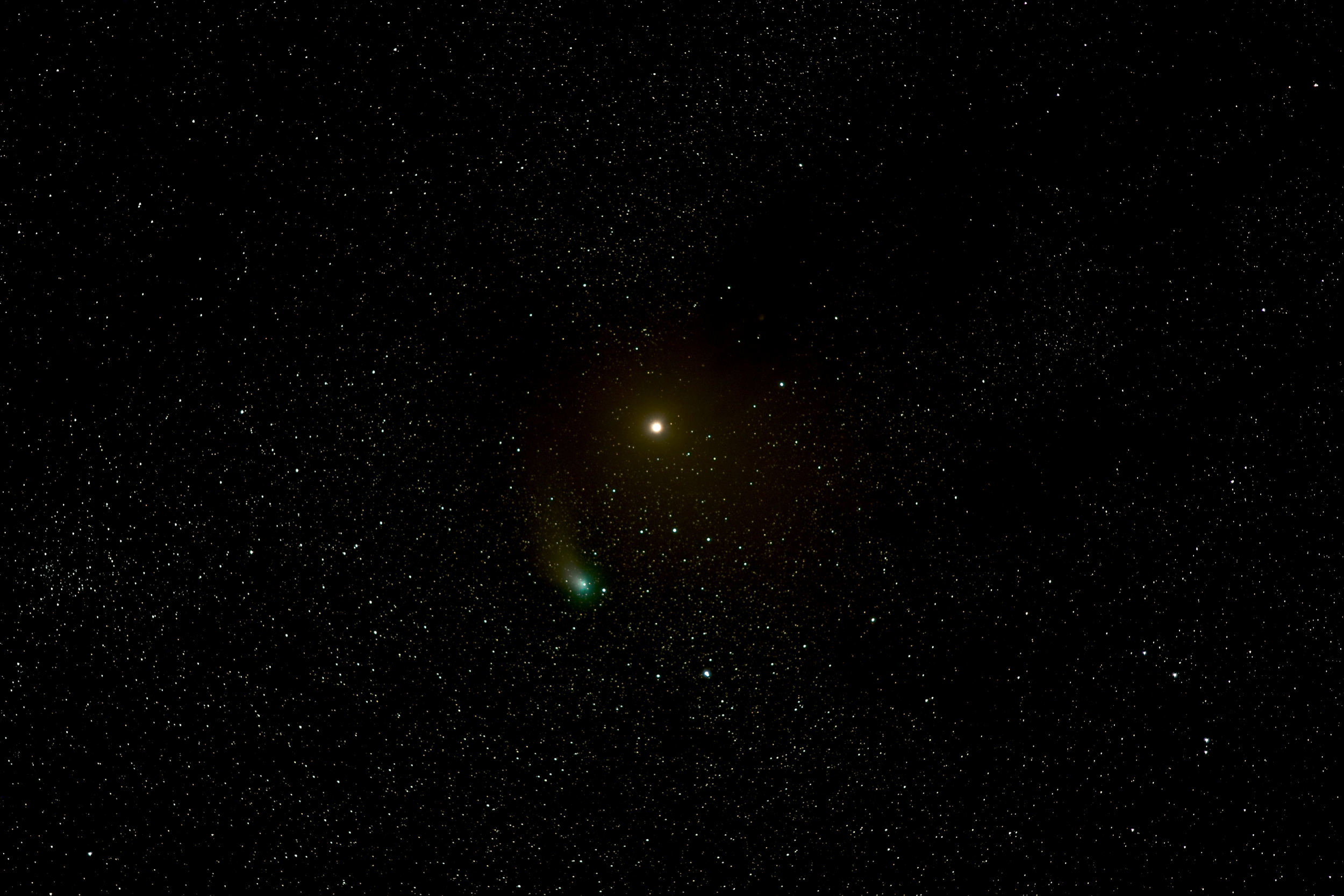
Kometa C/2022 E3 (ZTF) pod Marsem (11.02.2023, Szwajcaria Centralna)
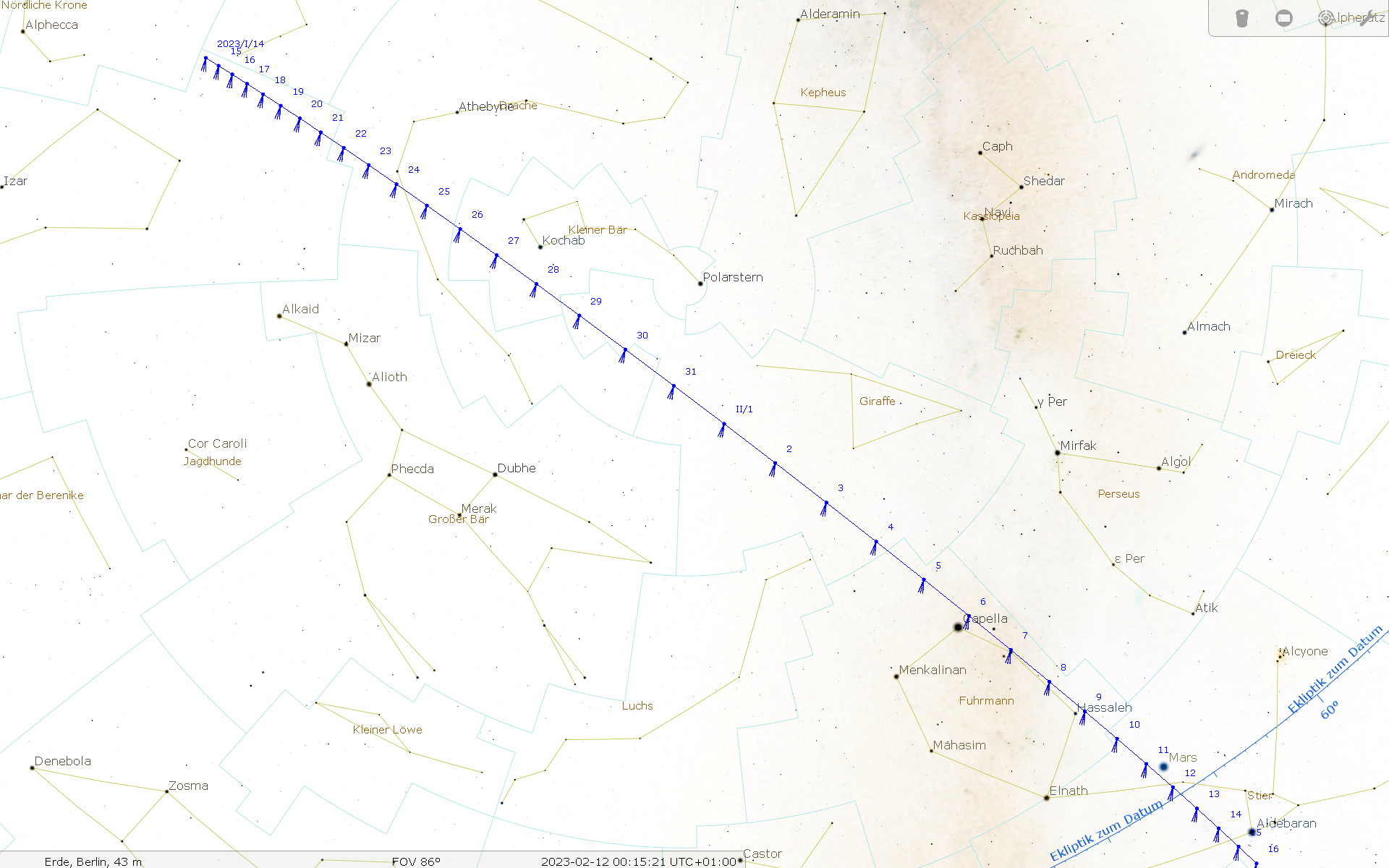
Położenie komety na niebie w styczniu i lutym 2023